# 天主教築地教會
天主教築地教會（日语：／ katorikku tsukiji kyōkai */?），又稱聖若瑟聖堂（／ sei yozefu seidō），是位於日本東京都中央區明石町的天主教教堂，隸屬於天主教東京總教區。教堂名取自聖若瑟。其為東京第一座天主教聖堂，從1877年至1920年，還曾是天主教東京總教區的主教座堂。

## 歷史
该教堂在1874年于东京，由巴黎外方传教会所建。7月2日，他们向日本政府购买了900平方米的土地修建天主教堂，并于同年11月22日竣工。自那以后，該教堂成为了在日本、尤其是东京以北地区的傳教基地。1877年7月，就任日本北緯宗座代牧區首任主教的皮埃爾-馬利·奧塞，選擇該教堂為教座所在地；同年12月，磚造的正式教堂開始修建，於1878年8月15日完工祝聖啟用。1891年，日本北緯宗座代牧區升格為東京總教區，該教堂延續為教區的的主教座堂，直到1920年遷至關口教會（東京聖瑪利亞主教座堂）為止。
1923年，該教堂建物因關東大地震而毀壞，當時只能在一旁興建臨時教堂代用。1926年11月，新教堂建物動工，於1927年4月10日完工祝聖啟用，為一仿多立克柱式的木造砂漿造建築，此即今日所見之教堂建物。目前該教堂獲指定為東京都選定歷史建築、以及東京都中央區的區民文化遺產。

## 弥撒时间
- 星期六  18:00
- 星期天  9：30
- 每月第一个星期五   10：00

## 外部鏈結
- 官方網站 （页面存档备份，存于）（日語）（英文）